# Добре дошли в Марвен
„Добре дошли в Марвен“ (на английски: Welcome to Marwen) е щатска драма от 2018 г. на режисьора Робърт Земекис, който е съсценарист със Каролин Томпсън. Вдъхновен е от документалния филм „Марвенкол“ от 2010 г. на Джеф Малмбърг. Във филма участват Стийв Карел, Лесли Ман, Диане Крюгер, Мерит Уивър, Джанел Монае, Ейса Гонсалес, Гуендолин Кристи, Лесли Земекис, Шивон Уилямс и Нийл Джаксън.
Филмът е пуснат по кината на 21 декември 2018 г. от „Юнивърсъл Пикчърс“.

## В България
В България филмът е излъчен на 3 януари 2022 г. по „Би Ти Ви Синема“ в понеделник от 21:00 ч.